# Monumento funebre di Zoița Doamna
Il Monumento funebre di Zoița Doamna (Monumentul funerar al Zoiței Doamna) è una scultura dell'artista francese Jules Roulleau, situata nella chiesa Domnița Bălașa, lungo la Strada Sfinții Apostoli di Bucarest.
L'opera è stata inserita nell'elenco dei monumenti storici bucarestini del 2010.

## Descrizione
Zoe Brâncoveanu (1800-1892), anche nota come Zoița Doamna, era la moglie del nobile rumeno Gheorghe Bibescu. La sua tomba si trova nella chiesa Domnița Bălașa, tra il pronao e la navata centrale, in una nicchia sul lato sinistro, ed è impreziosita dal monumento funerario scolpito da Jules Roulleau. La scultura raffigura Zoe Brâncoveanu che viene abbracciata da un angelo misericordioso. L'opera si trova dalla parte opposta della chiesa rispetto alla tomba e al monumento funebre della signorina Bălaşa, intitolato Il dolore. Ai suoi piedi si trova una donna che tiene un bambino tra le braccia.